# -CREATURES-
「-CREATURES-」は、日本のバンドPIERROTの、メジャーで発売された5枚目のシングル。

## 概要
- 初回限定版のみ「パウダースノウ」をイメージした特殊加工のジャケットとなっているが、レコード会社の移籍に伴い再リリースされたため新品での初回限定版の入手が非常に困難となっている。
- -CREATURES-の発売に伴い、ミュージックビデオ等でキリトが扮する怪物「CREATURE」を模したクリ君と名付けられたミニフィギュアが制作され、ファンの間で人気を博した。

## 収録曲
1. CREATURE 
(作詞：キリト 作曲：キリト)
2. GENOME CONTROL 
(作詞：キリト 作曲：キリト)
3. パウダースノウ 
(作詞：キリト 作曲：キリト)

## エピソード
- 2000年1月にミュージックステーションに出演し、CREATUREを演奏。演奏終了時に、スタジオの備え付けのマイクをキリトが持ち上げて床に叩きつけた為、壊れてしまった。これはキリトのステージパフォーマンスの一環と思われたが、後に本人は「マイクを持ち上げようとしたが重たかったため落とした」と語っている。以降同番組への出演は無い。